# Mars Society
Mars Society é uma organização sem fins lucrativos de advocacia espacial dedicada ao encorajamento da exploração e colonização do planeta Marte. Fundada por Robert Zubrin e outros nos idos de 1998 e atraindo  o apoio de notáveis autores e cineastas de ficção científica (incluindo Kim Stanley Robinson e James Cameron), a organização é dedicada a convencer o publico e o governo dos benefícios da exploração de  Marte, além de explorar a possibilidade de missões particulares a Marte.

## História
A Sociedade veio a existir formalmente e teve a sua fundação em Agosto de 1998, quando cerca de 700 delegados – astrônomos, cientistas, engenheiros, astronautas, empresários, educadores, estudantes, e entusiastas da exploração espacial – atendendo um anúncio para um fim-de-semana de discussões e apresentações em defesa a exploração de Marte. 
Desde desta época, a Sociedade, através do "International Steering Committee", atingiu a 4.000 membros e mais de 6.000 associados por mais de 50 paises ao redor do mundo. Membros da Sociedade tem perfis de gente comum, e todas as suas atividades são voltadas a promoção dos ideais da exploração espacial e as oportunidades da exploração de Marte.
A atual diretoria da Sociedade Marciana esta ao encargo de Robert Zubrin (presidente), Maggie Zubrin, Gregory Benford, Penelope Boston, e Declan O'Donnell.
Os Membros mais importantes do "steering committee" incluem Buzz Aldrin, Scott Horowitz, Peter Smith, e Carol Stoker.
Formais membros da diretoria ou do "steering committee" da Sociedade Marciana incluem Kim Stanley Robinson, Christopher McKay, e Pascal Lee.

## Objetivos
A Sociedade também desenvolve projetos. Seu objetivo é mostrar através de apresentações sobre Marte uma série de projetos técnicos e teóricos, incluindo estes:
- Desenvolvimento da Mars Direct planejamento da missão que levará humanos à Marte.
- Mars Analogue Research Station Programme (MARS) – modelos de unidades de moradia para a futura colonização de Marte, de acordo com as condições ambientais de Marte.
- Mars Society Analogue Pressurized Rover – uma competição para o projeto de um carro pressurizado que será usado em Marte
- Mars Gravity Biosatellite - um programa planejamento, construção, e lançamento de um satelite que permita manter artificialmente a baixa gravidade de 0.38g, equivalente à de Marte, e abrigar uma pequena população de ratos, para estudar os efeitos na saúde em um baixa gravidade, em oposição a gravidade zero; sendo uma iniciativa originada na Sociedade Marciana.
- A missão balão ARCHIMEDES, que será lançado em 2009 (conduzido pelo braço alemão da Sociedade Marciana).

Além disso, a Sociedade:
- oferece discussões e apresentações sobre o "Mars Direct" para escolas, colégios, universidades, e entidades profissionais e ao publico em geral.
- promove o ensino da ciência, astronomia e assuntos relacionados à espaçonaves nas escolas
- campanhas para angariar investimentos para a pesquisa espacial e seu desenvolvimento.
- hospedar as maiores conferencias sobre a exploração de Marte no E.U.A., Europa, Austrália.
- Incentiva a NASA, ESA e outras agencias espaciais com a meta da exploração de Marte.